# فوبار (مجموعه تلویزیونی)
فوبار (انگلیسی: FUBAR) یک سریال تلویزیونی کمدی-اَکشن آمریکایی است که توسط نیک سانتورا برای نتفلیکس ساخته شده‌است. آرنولد شوارتزنگر در اولین نقش اصلی خود در یک سریال تلویزیونی با فیلمنامه تولید شده توسط اسکای‌دنس مدیا و بلک‌جک فیلمز بازی می‌کند.

## داستان
لوک و دخترش اِما سال‌هاست که به یکدیگر دروغ گفته‌اند، هر دوی آن‌ها نمی‌دانند که دیگری یک مأمور سازمان اطلاعات مرکزی است. هنگامی که هر دو حقیقت را می‌آموزند، متوجه می‌شوند که در واقع هیچ چیزی در مورد یکدیگر نمی‌دانند.

## گزیدهٔ بازیگران
- آرنولد شوارتزنگر
- مونیکا باربارو
- گابریل لونا
- فورچون فیمستر
- تراویس ون وینکل
- فابیانا اودنیو
- جی باروشل
- باربارا ایو هریس
- آپارنا بریل
- اندی باکلی
- دِوِن باستیک
- اسکات تامپسون
- آدام پالی
- تام آرنولد

## تولید
فیلمبرداری در آوریل ۲۰۲۲ در آنتورپ، بلژیک در اطراف گرت مارکت آغاز و فیلمبرداری تکمیلی در تورنتو انجام شد و در سپتامبر ۲۰۲۲ به پایان رسید.